# Aristide Garbini
Aristide Garbini (Roma, 9 de abril de 1890 - Roma, 3 de febrero de 1950) fue un actor de cine italiano.

## Filmografía selecta
- La Gerusalemme liberata (1918)
- Messalina (1924)
- Miryam (1929)
- Cinque a zero (1932)
- Vecchia guardia (1934)
- Aldebaran (1935)
- Re di denari (1936)
- Il dottor Antonio (1937)
- Il conte di Brechard (1938)
- Batticuore (1939)
- Papà per una notte (1939)
- L'ospite di una notte (1939)
- Pazza di gioia (1940)
- La peccatrice (1940)
- Antonio Meucci (1940)
- Taverna rossa (1940)
- Rosas escarlata (1940)
- Il prigioniero di Santa Cruz (1941)
- Casanova farebbe così! (1942)
- Via delle Cinque Lune (1942)
- Non ti pago! (1942)
- Quattro passi fra le nuvole (1942)
- L'ultima carrozzella (1942)
- Il ratto delle Sabine (1945)
- Lo sconosciuto di San Marino (1946)
- Fumeria d'oppio (1947)
- Il Passatore (1947)
- Follie per l'opera (1948)
- Yvonne la nuit (1949)
- Vogliamoci bene! (1950)